# Porta Felice
De Porta Felice is een barokke stadspoort in de Siciliaanse hoofdstad Palermo. De poort staat aan het oostelijke einde van de Corso Vittorio Emanuele, nabij de Tyrreense Zeekust en is de tegenhanger van de Porta Nuova aan het andere uiteinde van de Corso. De poort is door de Spaanse onderkoning Marcantonio Colonna vernoemd naar zijn echtgenote Felice Orsini. 
Nadat de Corso in 1581 tot aan de Tyrreense Zee werd verlengd, gaf onderkoning Marcantonio Colonna de architect Mariano Smiriglio in 1582 de opdracht tot de bouw van een stadspoort. Toen Colonna in 1584 Palermo verliet, werd de bouw gestopt en pas in 1604 hervat. In 1637 was het beeldhouwwerk voltooid en de beide fonteinen aan de bases van de torens waren in 1642 voltooid. Door het tijdsverloop is er een stijlverschil: aan stadszijde is de poort renaissance en aan zeezijde eerder barok.
Tijdens de Tweede Wereldoorlog raakte de noordelijke toren van de poort beschadigd bij een bombardement in 1943. Nadien is de poort gerestaureerd. 